# 生物電池
生物電池またはバイオ電池とは生物の機能を応用した電池。

## 概要
生物電池は化学エネルギーを酵素や葉緑素等の生体触媒や微生物による生物化学的な変化を利用して電気エネルギーに変換する一種の発電装置であるといえる。燃料電池型や電気化学式光電池型等、複数の種類がある。

### 燃料電池型生物電池
グルコース等の糖類を酵素や微生物による分解作用により発電する。

### 電気化学式光生物電池
光を照射することにより、発電する。

## 書籍
- 池田篤治. バイオ電気化学の実際: バイオセンサ・バイオ電池の実用展開. CMC Publishing Co., Ltd, 2007.
- 加納健司. "バイオ電池の最新動向." シーエムシ ー 出版 (2011).